# Суперкубок Бельгії з футболу 1983
Суперкубок Бельгії з футболу 1983 — 5-й розіграш турніру. Гра відбулася 7 серпня 1983 року між чемпіоном Бельгії клубом «Стандард» (Льєж) та володарем кубка Бельгії клубом «Беверен». 
| Володар Суперкубка Бельгії 1983 |
| ------------------------------- |
|                                 |
| «Стандард» Другий титул         |

## Матч

### Деталі
| 7 серпня 1983 |

| «Стандард» (Льєж) | 1:1 пен. 5:4 | «Беверен» |
| ----------------- | ------------ | --------- |
|                   |              |           |

| Моріс Дюфрасн, Льєж |